# Coppa Italia Serie C 1998-1999
La Coppa Italia di Serie C 1998-1999 è stata la diciottesima edizione di quella che oggi si chiama Coppa Italia Lega Pro. La vincitrice è stata la SPAL che si è aggiudicata il trofeo per la sua prima volta nella storia battendo il Gualdo nella finale a doppia sfida.

## La formula
Vengono ammesse alla competizione tutte le squadre che risultano regolarmente iscritte ad un campionato di Serie C.
- Fase eliminatoria a gironi: vi partecipano le 80 squadre di Lega Pro Prima Divisione (ex Serie C1) e Lega Pro Seconda Divisione (ex Serie C2). Sono escluse da questa prima fase le 4 squadre retrocesse dalla B e le 6 che hanno perso i playoff (impegnate nella Coppa Italia di A e B. Le 80 squadre sono suddivise in 16 gironi di cinque squadre ciascuna. Si giocano partite di sola andata e vengono ammesse al turno successivo le prime classificate di ogni girone e le 6 migliori seconde.
- Fase ad eliminazione diretta: le 22 squadre qualificate e le 10 squadre esentate dalla prima fase si affrontano con il criterio della doppia gara (andata e ritorno) con i canonici criteri per la determinazione della squadra vincente alla fine del doppio scontro, per dar vita, via via a sedicesimi, ottavi, quarti e semifinali, quindi le due finali.

## Fase eliminatoria a gironi

### Girone A
| Squadra         | P.ti | G | V | N | P | GF | GS | DR |
| --------------- | ---- | - | - | - | - | -- | -- | -- |
| 1. Pro Vercelli | 10   | 4 | 3 | 1 | 0 | 9  | 3  | +6 |
| 2. Biellese     | 7    | 4 | 2 | 1 | 1 | 5  | 4  | +1 |
| 3. Varese       | 6    | 4 | 2 | 0 | 2 | 8  | 8  | 0  |
| 4. Borgosesia   | 3    | 4 | 0 | 1 | 3 | 5  | 7  | -2 |
| 5. Novara       | 3    | 4 | 0 | 1 | 3 | 5  | 10 | -5 |

| 23 agosto 1998 | Biellese | 0 – 1 | Novara |  |

| 23 agosto 1998 | Pro Vercelli | 1 – 0 | Borgosesia |  |

| 26 agosto 1998 | Borgosesia | 2 – 3 | Biellese |  |

| 26 agosto 1998 | Novara | 2 – 3 | Varese |  |

| 30 agosto 1998 | Biellese | 0 – 0 | Pro Vercelli |  |

| 30 agosto 1998 | Varese | 3 – 1 | Borgosesia |  |

| 9 settembre 1998 | Borgosesia | 2 – 0 | Novara |  |

| 9 settembre 1998 | Pro Vercelli | 3 – 1 | Varese |  |

| 23 settembre 1998 | Novara | 2 – 5 | Pro Vercelli |  |

| 23 settembre 1998 | Varese | 1 – 2 | Biellese |  |

### Girone B
| Squadra        | P.ti | G | V | N | P | GF | GS | DR |
| -------------- | ---- | - | - | - | - | -- | -- | -- |
| 1. Saronno     | 10   | 4 | 3 | 1 | 0 | 8  | 4  | +4 |
| 2. Fiorenzuola | 5    | 4 | 1 | 2 | 1 | 5  | 4  | +1 |
| 3. Pro Patria  | 5    | 4 | 1 | 2 | 1 | 3  | 3  | +0 |
| 4. Voghera     | 4    | 4 | 0 | 4 | 0 | 4  | 4  | +0 |
| 5. Alessandria | 1    | 4 | 0 | 1 | 3 | 2  | 7  | -5 |

| 23 agosto 1998 | Fiorenzuola | 1 – 2 | Saronno |  |

| 23 agosto 1998 | Voghera | 1 – 1 | Alessandria |  |

| 26 agosto 1998 | Pro Patria | 1 – 1 | Fiorenzuola |  |

| 26 agosto 1998 | Saronno | 2 – 2 | Voghera |  |

| 30 agosto 1998 | Fiorenzuola | 1 – 1 | Voghera |  |

| 30 agosto 1998 | Pro Patria | 2 – 0 | Alessandria |  |

| 9 settembre 1998 | Alessandria | 1 – 2 | Saronno |  |

| 9 settembre 1998 | Voghera | 0 – 0 | Pro Patria |  |

| 23 settembre 1998 | Alessandria | 0 – 2 | Fiorenzuola |  |

| 23 settembre 1998 | Saronno | 2 – 0 | Pro Patria |  |

### Girone C
| Squadra        | P.ti | G | V | N | P | GF | GS | DR |
| -------------- | ---- | - | - | - | - | -- | -- | -- |
| 1. AlbinoLeffe | 8    | 4 | 2 | 2 | 0 | 5  | 3  | +2 |
| 2. Como        | 6    | 4 | 1 | 3 | 0 | 3  | 2  | +1 |
| 3. Cremapergo  | 5    | 4 | 1 | 2 | 1 | 4  | 3  | +1 |
| 4. Pro Sesto   | 5    | 4 | 1 | 2 | 1 | 4  | 4  | +0 |
| 5. Lecco       | 1    | 4 | 0 | 1 | 3 | 1  | 5  | -4 |

| 23 agosto 1998 | Lecco | 1 – 2 | AlbinoLeffe |  |

| 23 agosto 1998 | Pro Sesto | 0 – 0 | Como |  |

| 26 agosto 1998 | AlbinoLeffe | 1 – 1 | Pro Sesto |  |

| 26 agosto 1998 | Como | 1 – 1 | Cremapergo |  |

| 30 agosto 1998 | Cremapergo | 0 – 1 | AlbinoLeffe |  |

| 30 agosto 1998 | Pro Sesto | 2 – 0 | Lecco |  |

| 9 settembre 1998 | AlbinoLeffe | 1 – 1 | Como |  |

| 9 settembre 1998 | Lecco | 0 – 0 | Cremapergo |  |

| 23 settembre 1998 | Como | 1 – 0 | Lecco |  |

| 23 settembre 1998 | Cremapergo | 3 – 1 | Pro Sesto |  |

### Girone D
| Squadra      | P.ti | G | V | N | P | GF | GS | DR |
| ------------ | ---- | - | - | - | - | -- | -- | -- |
| 1. Modena    | 9    | 4 | 3 | 0 | 1 | 4  | 1  | +3 |
| 2. Trento    | 7    | 4 | 2 | 1 | 1 | 4  | 4  | +0 |
| 3. Mantova   | 5    | 4 | 1 | 2 | 1 | 2  | 3  | -1 |
| 4. Carpi     | 4    | 4 | 1 | 1 | 2 | 3  | 4  | -1 |
| 5. Brescello | 3    | 4 | 1 | 0 | 3 | 3  | 4  | -1 |

| 23 agosto 1998 | Brescello | 0 – 1 | Modena |  |

| 23 agosto 1998 | Mantova | 0 – 0 | Carpi |  |

| 26 agosto 1998 | Brescello | 2 – 0 | Mantova |  |

| 26 agosto 1998 | Trento | 2 – 1 | Carpi |  |

| 30 agosto 1998 | Carpi | 2 – 1 | Brescello |  |

| 30 agosto 1998 | Modena | 2 – 0 | Trento |  |

| 9 settembre 1998 | Carpi | 0 – 1 | Modena |  |

| 9 settembre 1998 | Mantova | 1 – 1 | Trento |  |

| 23 settembre 1998 | Modena | 0 – 1 | Mantova |  |

| 23 settembre 1998 | Trento | 1 – 0 | Brescello |  |

### Girone E
| Squadra         | P.ti | G | V | N | P | GF | GS | DR |
| --------------- | ---- | - | - | - | - | -- | -- | -- |
| 1. Cittadella   | 7    | 4 | 2 | 1 | 1 | 4  | 3  | +1 |
| 2. Triestina    | 7    | 4 | 2 | 1 | 1 | 4  | 3  | +1 |
| 3. Mestre       | 5    | 4 | 1 | 2 | 1 | 8  | 5  | +3 |
| 4. Giorgione    | 4    | 4 | 1 | 1 | 2 | 3  | 3  | +0 |
| 5. Sandonà 1922 | 4    | 4 | 1 | 1 | 2 | 1  | 6  | -5 |

| 23 agosto 1998 | Mestre | 0 – 2 | Giorgione |  |

| 23 agosto 1998 | San Donà | 1 – 0 | Triestina |  |

| 26 agosto 1998 | Cittadella | 0 – 1 | Triestina |  |

| 26 agosto 1998 | Mestre | 5 – 0 | San Donà |  |

| 30 agosto 1998 | San Donà | 0 – 1 | Cittadella |  |

| 30 agosto 1998 | Triestina | 1 – 0 | Giorgione |  |

| 9 settembre 1998 | Cittadella | 1 – 1 | Mestre |  |

| 9 settembre 1998 | Giorgione | 0 – 0 | San Donà |  |

| 23 settembre 1998 | Giorgione | 1 – 2 | Cittadella |  |

| 23 settembre 1998 | Triestina | 2 – 2 | Mestre |  |

### Girone F
| Squadra              | P.ti | G | V | N | P | GF | GS | DR |
| -------------------- | ---- | - | - | - | - | -- | -- | -- |
| 1. Rimini            | 8    | 4 | 2 | 2 | 0 | 6  | 3  | +3 |
| 2. SPAL              | 7    | 4 | 2 | 1 | 1 | 5  | 1  | +4 |
| 3. Baracca Lugo      | 7    | 4 | 2 | 1 | 1 | 3  | 3  | +0 |
| 4. Castel San Pietro | 2    | 4 | 0 | 2 | 2 | 3  | 5  | -2 |
| 5. Faenza            | 2    | 4 | 0 | 2 | 2 | 1  | 6  | -5 |

| 23 agosto 1998 | Rimini | 2 – 0 | Baracca Lugo |  |

| 23 agosto 1998 | SPAL | 1 – 0 | Castel San Pietro |  |

| 26 agosto 1998 | Baracca Lugo | 1 – 1 | Faenza |  |

| 26 agosto 1998 | Castel San Pietro | 3 – 3 | Rimini |  |

| 30 agosto 1998 | Faenza | 0 – 0 | Castel San Pietro |  |

| 30 agosto 1998 | Rimini | 0 – 0 | SPAL |  |

| 9 settembre 1998 | Castel San Pietro | 0 – 1 | Baracca Lugo |  |

| 9 settembre 1998 | SPAL | 4 – 0 | Faenza |  |

| 23 settembre 1998 | Baracca Lugo | 1 – 0 | SPAL |  |

| 23 settembre 1998 | Faenza | 0 – 1 | Rimini |  |

### Girone G
| Squadra      | P.ti | G | V | N | P | GF | GS | DR |
| ------------ | ---- | - | - | - | - | -- | -- | -- |
| 1. Sassuolo  | 7    | 4 | 2 | 1 | 1 | 7  | 3  | +4 |
| 2. Viareggio | 7    | 4 | 2 | 1 | 1 | 5  | 4  | +1 |
| 3. Spezia    | 7    | 4 | 2 | 1 | 1 | 3  | 3  | +0 |
| 4. Carrarese | 4    | 4 | 0 | 4 | 0 | 3  | 3  | +0 |
| 5. Sanremese | 1    | 4 | 0 | 1 | 3 | 2  | 7  | -5 |

| 23 agosto 1998 | Sassuolo | 3 – 0 | Spezia |  |

| 23 agosto 1998 | Viareggio | 1 – 1 | Carrarese |  |

| 26 agosto 1998 | Sanremese | 0 – 2 | Sassuolo |  |

| 26 agosto 1998 | Spezia | 1 – 0 | Viareggio |  |

| 30 agosto 1998 | Carrarese | 0 – 0 | Spezia |  |

| 30 agosto 1998 | Viareggio | 2 – 1 | Sanremese |  |

| 9 settembre 1998 | Sanremese | 1 – 1 | Carrarese |  |

| 9 settembre 1998 | Sassuolo | 1 – 2 | Viareggio |  |

| 23 settembre 1998 | Carrarese | 1 – 1 | Sassuolo |  |

| 23 settembre 1998 | Spezia | 2 – 0 | Sanremese |  |

### Girone H
| Squadra      | P.ti | G | V | N | P | GF | GS | DR |
| ------------ | ---- | - | - | - | - | -- | -- | -- |
| 1. Pontedera | 10   | 4 | 3 | 1 | 0 | 5  | 1  | +4 |
| 2. Siena     | 9    | 4 | 2 | 1 | 1 | 7  | 4  | +3 |
| 3. Pistoiese | 4    | 4 | 1 | 1 | 2 | 4  | 5  | -1 |
| 4. Pisa      | 4    | 4 | 1 | 1 | 2 | 4  | 5  | -1 |
| 5. Prato     | 1    | 4 | 0 | 1 | 3 | 1  | 6  | -5 |

| 23 agosto 1998 | Pisa | 1 – 1 | Pistoiese |  |

| 23 agosto 1998 | Prato | 0 – 2 | Siena |  |

| 26 agosto 1998 | Pistoiese | 1 – 0 | Prato |  |

| 26 agosto 1998 | Pontedera | 2 – 0 | Pisa |  |

| 30 agosto 1998 | Pisa | 2 – 0 | Prato |  |

| 30 agosto 1998 | Pontedera | 1 – 0 | Siena |  |

| 9 settembre 1998 | Prato | 1 – 1 | Pontedera |  |

| 9 settembre 1998 | Siena | 3 – 2 | Pistoiese |  |

| 23 settembre 1998 | Pistoiese | 0 – 1 | Pontedera |  |

| 23 settembre 1998 | Siena | 2 – 1 | Pisa |  |

### Girone I
| Squadra        | P.ti | G | V | N | P | GF | GS | DR |
| -------------- | ---- | - | - | - | - | -- | -- | -- |
| 1. Arezzo      | 8    | 4 | 2 | 2 | 0 | 8  | 4  | +4 |
| 2. Gubbio      | 5    | 4 | 1 | 2 | 1 | 8  | 8  | +0 |
| 3. Fano        | 5    | 4 | 1 | 2 | 1 | 5  | 6  | -1 |
| 4. Montevarchi | 4    | 4 | 0 | 4 | 0 | 4  | 4  | +0 |
| 5. Vis Pesaro  | 2    | 4 | 0 | 2 | 2 | 3  | 6  | -3 |

| 23 agosto 1998 | Montevarchi | 1 – 1 | Arezzo |  |

| 23 agosto 1998 | Vis Pesaro | 1 – 1 | Fano |  |

| 26 agosto 1998 | Fano | 1 – 1 | Montevarchi |  |

| 26 agosto 1998 | Gubbio | 2 – 1 | Vis Pesaro |  |

| 30 agosto 1998 | Arezzo | 2 – 0 | Fano |  |

| 30 agosto 1998 | Montevarchi | 2 – 2 | Gubbio |  |

| 9 settembre 1998 | Gubbio | 2 – 2 | Arezzo |  |

| 9 settembre 1998 | Vis Pesaro | 0 – 0 | Montevarchi |  |

| 23 settembre 1998 | Arezzo | 3 – 1 | Vis Pesaro |  |

| 23 settembre 1998 | Fano | 3 – 2 | Gubbio |  |

### Girone L
| Squadra       | P.ti | G | V | N | P | GF | GS | DR |
| ------------- | ---- | - | - | - | - | -- | -- | -- |
| 1. Teramo     | 10   | 4 | 3 | 1 | 0 | 9  | 5  | +4 |
| 2. Ascoli     | 7    | 4 | 2 | 1 | 1 | 7  | 5  | +2 |
| 3. Maceratese | 5    | 4 | 1 | 2 | 1 | 5  | 5  | +0 |
| 4. Fermana    | 4    | 4 | 1 | 1 | 2 | 6  | 7  | -1 |
| 5. Giulianova | 1    | 4 | 0 | 1 | 3 | 2  | 7  | -5 |

| 23 agosto 1998 | Fermana | 1 – 1 | Ascoli |  |

| 23 agosto 1998 | Giulianova | 0 – 2 | Teramo |  |

| 26 agosto 1998 | Ascoli | 3 – 1 | Giulianova |  |

| 26 agosto 1998 | Maceratese | 3 – 2 | Fermana |  |

| 30 agosto 1998 | Giulianova | 1 – 1 | Maceratese |  |

| 30 agosto 1998 | Teramo | 3 – 2 | Ascoli |  |

| 9 settembre 1998 | Fermana | 1 – 0 | Giulianova |  |

| 8 settembre 1998 | Maceratese | 1 – 1 | Teramo |  |

| 23 settembre 1998 | Ascoli | 1 – 0 | Maceratese |  |

| 23 settembre 1998 | Teramo | 3 – 2 | Fermana |  |

### Girone M
| Squadra      | P.ti | G | V | N | P | GF | GS | DR |
| ------------ | ---- | - | - | - | - | -- | -- | -- |
| 1. Astrea    | 8    | 4 | 2 | 2 | 0 | 5  | 2  | +3 |
| 2. L'Aquila  | 7    | 4 | 2 | 1 | 1 | 6  | 4  | +2 |
| 3. Viterbese | 6    | 4 | 2 | 0 | 2 | 6  | 8  | -2 |
| 4. Lodigiani | 5    | 4 | 1 | 2 | 1 | 4  | 4  | +0 |
| 5. Chieti    | 1    | 4 | 0 | 1 | 3 | 2  | 5  | -3 |

| 23 agosto 1998 | L'Aquila | 0 – 1 | Astrea |  |

| 23 agosto 1998 | Viterbese | 1 – 0 | Lodigiani |  |

| 26 agosto 1998 | Astrea | 3 – 1 | Viterbese |  |

| 26 agosto 1998 | Lodigiani | 1 – 0 | Chieti |  |

| 30 agosto 1998 | Chieti | 0 – 0 | Astrea |  |

| 30 agosto 1998 | Viterbese | 1 – 3 | L'Aquila |  |

| 9 settembre 1998 | Astrea | 1 – 1 | Lodigiani |  |

| 9 settembre 1998 | L'Aquila | 1 – 0 | Chieti |  |

| 23 settembre 1998 | Chieti | 2 – 3 | Viterbese |  |

| 23 settembre 1998 | Lodigiani | 2 – 2 | L'Aquila |  |

### Girone N
| Squadra      | P.ti | G | V | N | P | GF | GS | DR |
| ------------ | ---- | - | - | - | - | -- | -- | -- |
| 1. Sora      | 8    | 4 | 2 | 2 | 0 | 8  | 3  | +5 |
| 2. Frosinone | 8    | 4 | 2 | 2 | 0 | 3  | 1  | +2 |
| 3. Giugliano | 5    | 4 | 1 | 2 | 1 | 6  | 4  | +2 |
| 4. Torres    | 4    | 4 | 1 | 1 | 2 | 3  | 6  | -3 |
| 5. Tempio    | 1    | 4 | 0 | 1 | 3 | 3  | 9  | -6 |

| 23 agosto 1998 | Frosinone | 1 – 0 | Tempio |  |

| 23 agosto 1998 | Giugliano | 2 – 2 | Sora |  |

| 26 agosto 1998 | Tempio | 0 – 3 | Giugliano |  |

| 26 agosto 1998 | Torres | 0 – 1 | Frosinone |  |

| 30 agosto 1998 | Sora | 0 – 0 | Frosinone |  |

| 30 agosto 1998 | Tempio | 2 – 2 | Torres |  |

| 9 settembre 1998 | Giugliano | 0 – 1 | Torres |  |

| 9 settembre 1998 | Sora | 3 – 1 | Tempio |  |

| 23 settembre 1998 | Frosinone | 1 – 1 | Giugliano |  |

| 23 settembre 1998 | Torres | 0 – 3 | Sora |  |

### Girone O
| Squadra          | P.ti | G | V | N | P | GF | GS | DR |
| ---------------- | ---- | - | - | - | - | -- | -- | -- |
| 1. Juve Stabia   | 9    | 4 | 3 | 0 | 1 | 7  | 5  | +2 |
| 2. Cavese        | 8    | 4 | 2 | 2 | 0 | 5  | 3  | +2 |
| 3. Savoia        | 7    | 4 | 2 | 1 | 1 | 7  | 5  | +2 |
| 4. Battipagliese | 3    | 4 | 0 | 1 | 3 | 5  | 7  | -2 |
| 5. Benevento     | 1    | 4 | 0 | 1 | 3 | 4  | 8  | -4 |

| 23 agosto 1998 | Battipagliese | 1 – 2 | Cavese |  |

| 23 agosto 1998 | Juve Stabia | 1 – 0 | Savoia |  |

| 26 agosto 1998 | Cavese | 3 – 2 | Juve Stabia |  |

| 26 agosto 1998 | Savoia | 4 – 3 | Sporting Benevento |  |

| 30 agosto 1998 | Sporting Benevento | 0 – 0 | Cavese |  |

| 30 agosto 1998 | Juve Stabia | 2 – 1 | Battipagliese |  |

| 9 settembre 1998 | Battipagliese | 2 – 0 | Sporting Benevento |  |

| 9 settembre 1998 | Cavese | 0 – 0 | Savoia |  |

| 23 settembre 1998 | Sporting Benevento | 1 – 2 | Juve Stabia |  |

| 23 settembre 1998 | Savoia | 3 – 1 | Battipagliese |  |

### Girone P
| Squadra             | P.ti | G | V | N | P | GF | GS | DR  |
| ------------------- | ---- | - | - | - | - | -- | -- | --- |
| 1. Nardò            | 10   | 4 | 3 | 1 | 0 | 12 | 2  | +10 |
| 2. Avellino         | 9    | 4 | 3 | 0 | 1 | 7  | 1  | +6  |
| 3. Atletico Tricase | 4    | 4 | 1 | 1 | 2 | 3  | 4  | -1  |
| 4. Casarano         | 3    | 4 | 1 | 0 | 3 | 2  | 15 | -13 |
| 5. Turris           | 2    | 4 | 0 | 2 | 2 | 3  | 5  | -2  |

| 23 agosto 1998 | Avellino | 1 – 0 | Turris |  |

| 23 agosto 1998 | Nardò | 8 – 0 | Casarano |  |

| 26 agosto 1998 | Casarano | 0 – 5 | Avellino |  |

| 26 agosto 1998 | Turris | 1 – 1 | Tricase |  |

| 30 agosto 1998 | Avellino | 0 – 1 | Nardò |  |

| 30 agosto 1998 | Tricase | 2 – 1 | Casarano |  |

| 9 settembre 1998 | Casarano | 1 – 0 | Turris |  |

| 9 settembre 1998 | Nardò | 1 – 0 | Tricase |  |

| 23 settembre 1998 | Tricase | 0 – 1 | Avellino |  |

| 23 settembre 1998 | Turris | 2 – 2 | Nardò |  |

### Girone Q
| Squadra          | P.ti | G | V | N | P | GF | GS | DR |
| ---------------- | ---- | - | - | - | - | -- | -- | -- |
| 1. Messina       | 8    | 4 | 2 | 2 | 0 | 9  | 2  | +7 |
| 2. Crotone       | 8    | 4 | 2 | 2 | 0 | 5  | 3  | +2 |
| 3. Acireale      | 5    | 4 | 1 | 2 | 1 | 4  | 3  | +1 |
| 4. Castrovillari | 3    | 4 | 1 | 0 | 3 | 4  | 9  | -5 |
| 5. Catanzaro     | 2    | 4 | 0 | 2 | 2 | 2  | 7  | -5 |

| 23 agosto 1998 | Acireale | 1 – 1 | Messina |  |

| 23 agosto 1998 | Catanzaro | 1 – 1 | Crotone |  |

| 26 agosto 1998 | Acireale | 0 – 0 | Catanzaro |  |

| 26 agosto 1998 | Castrovillari | 1 – 2 | Crotone |  |

| 30 agosto 1998 | Catanzaro | 1 – 2 | Castrovillari |  |

| 30 agosto 1998 | Crotone | 1 – 1 | Messina |  |

| 9 settembre 1998 | Castrovillari | 1 – 3 | Acireale |  |

| 9 settembre 1998 | Messina | 4 – 0 | Catanzaro |  |

| 23 settembre 1998 | Crotone | 1 – 0 | Acireale |  |

| 23 settembre 1998 | Messina | 3 – 0 | Castrovillari |  |

### Girone R
| Squadra               | P.ti | G | V | N | P | GF | GS | DR |
| --------------------- | ---- | - | - | - | - | -- | -- | -- |
| 1. Catania            | 8    | 4 | 2 | 2 | 0 | 7  | 2  | +5 |
| 2. Marsala            | 6    | 4 | 1 | 3 | 0 | 2  | 1  | +1 |
| 3. Palermo            | 5    | 4 | 1 | 2 | 1 | 5  | 3  | +2 |
| 4. Juveterranova Gela | 3    | 4 | 0 | 3 | 1 | 2  | 3  | -1 |
| 5. Trapani            | 2    | 4 | 0 | 2 | 2 | 0  | 7  | -7 |

| 23 agosto 1998 | Marsala | 0 – 0 | Palermo |  |

| 23 agosto 1998 | Trapani | 0 – 0 | Juveterranova Gela |  |

| 26 agosto 1998 | Juveterranova Gela | 1 – 1 | Catania |  |

| 26 agosto 1998 | Palermo | 4 – 0 | Trapani |  |

| 30 agosto 1998 | Catania | 2 – 0 | Palermo |  |

| 30 agosto 1998 | Trapani | 0 – 0 | Marsala |  |

| 9 settembre 1998 | Marsala | 1 – 1 | Catania |  |

| 9 settembre 1998 | Palermo | 1 – 1 | Juveterranova Gela |  |

| 23 settembre 1998 | Catania | 3 – 0 | Trapani |  |

| 23 settembre 1998 | Juveterranova Gela | 0 – 1 | Marsala |  |

## Fase ad eliminazione diretta

### Sedicesimi di finale
| Squadra 1        | Totale | Squadra 2       | Andata     | Ritorno     |
| ---------------- | ------ | --------------- | ---------- | ----------- |
|                  |        |                 | 28.10.1998 | 11.11.1998  |
| AlbinoLeffe      | 3 - 2  | Alzano Virescit | 2 - 2      | 1 - 0       |
| Arezzo           | 2 - 5  | Gualdo          | 2 - 3      | 0 - 2       |
| Astrea           | 1 - 4  | Siena           | 0 - 3      | 1 - 1       |
| Atletico Catania | 1 - 2  | Catania         | 0 - 0      | 1 - 2       |
| Avellino         | 0 - 1  | Cavese          | 0 - 0      | 0 - 1 (dts) |
| Castel di Sangro | 5 - 4  | Teramo          | 4 - 1      | 1 - 3       |
| Cittadella       | 4 - 2  | Padova          | 2 - 1      | 2 - 1       |
| Frosinone        | 1 - 2  | Juve Stabia     | 0 - 1      | 1 - 1 (dts) |
| Livorno          | 3 - 1  | Pontedera       | 1 - 1      | 2 - 0       |
| Lumezzane        | 1 - 4  | SPAL            | 1 - 1      | 0 - 3       |
| Messina          | 7 - 1  | Foggia          | 3 - 1      | 4 - 0       |
| Nardò            | 0 - 4  | Crotone         | 0 - 2      | 0 - 2       |
| Nocerina         | 6 - 3  | Sora            | 4 - 1      | 2 - 2       |
| Pro Vercelli     | 4 - 2  | Saronno         | 2 - 0      | 2 - 2       |
| Rimini           | 2 - 5  | Ancona          | 0 - 2      | 2 - 3       |
| Sassuolo         | 3 - 2  | Modena          | 1 - 1      | 2 - 1 (dts) |

### Ottavi di finale
| Squadra 1   | Totale | Squadra 2        | Andata     | Ritorno         |
| ----------- | ------ | ---------------- | ---------- | --------------- |
|             |        |                  | 09.12.1998 | 20.01.1999      |
| AlbinoLeffe | 1 - 2  | Pro Vercelli     | 1 - 2      | 0 - 0           |
| Cittadella  | 2 - 3  | SPAL             | 1 - 3      | 1 - 0           |
| Sassuolo    | 0 - 3  | Livorno          | 0 - 1      | 0 - 2           |
| Cavese      | 3 - 3  | Messina          | 3 - 3      | 0 - 0           |
| Catania     | 4 - 1  | Crotone          | 4 - 0      | 0 - 1           |
| Ancona      | 2 - 2  | Gualdo           | 1 - 1      | 1 - 1 (3-4 dcr) |
| Juve Stabia | 12 - 1 | Nocerina         | 8 - 0      | 4 - 1           |
| Siena       | 2 - 1  | Castel di Sangro | 2 - 0      | 0 - 1           |

### Quarti di finale
| Squadra 1    | Totale | Squadra 2 | Andata     | Ritorno         |
| ------------ | ------ | --------- | ---------- | --------------- |
|              |        |           | 10.02.1999 | 24.02.1999      |
| Pro Vercelli | 1 - 2  | SPAL      | 0 - 2      | 1 - 0           |
| Livorno      | 4 - 5  | Siena     | 4 - 1      | 0 - 4           |
| Juve Stabia  | 1 - 2  | Gualdo    | 1 - 1      | 0 - 1           |
| Catania      | 0 - 0  | Messina   | 0 - 0      | 0 - 0 (4-5 dcr) |

### Semifinali
| Squadra 1 | Totale | Squadra 2 | Andata     | Ritorno             |
| --------- | ------ | --------- | ---------- | ------------------- |
|           |        |           | 10.03.1999 | 24.03.1999          |
| Messina   | 1 - 2  | Gualdo    | 1 - 0      | 0 - 2               |
| SPAL      | 0 - 0  | Siena     | 0 - 0      | 0 - 0 dts (7-6 dcr) |

### Finale
| Squadra 1 | Totale | Squadra 2 | Andata     | Ritorno    |
| --------- | ------ | --------- | ---------- | ---------- |
|           |        |           | 08.04.1999 | 28.04.1999 |
| Gualdo    | 0 - 1  | SPAL      | 0 - 1      | 0 - 0      |

| Arbitro: | Ayroldi (Molfetta) |

|  |           |                 |
|  | Marcatori | 17’ (aut.) Luzi |

| Ferrara 28 aprile 1999, ore 20:30 Finale - Ritorno | SPAL                  | 0 – 0 | Gualdo | Stadio Paolo Mazza (1500 spett.)\| Arbitro: \| Linfatici (Viareggio) \| |
| Arbitro:                                           | Linfatici (Viareggio) |       |        |                                                                         |

### Tabellini finale

#### Andata
Gualdo: Formica, Megucci, Merenda (84' Amaranti), Bellotti, Luzi , Cingolani (62' Pellegrini), Magnani, Bacci, (77' Montesanto), Micciola, Rovaris, Costantino . All. Nicolini
SPAL: Pierobon, Pennacchietti, Salamone (66' Affuso), Greco, Manfredini (78' Ginestra), Fimognari, Assennato  Antonioli, Visentin, Lucidi , Ardeni (58' Lomi). All. De Biasi

#### Ritorno
SPAL: Pierobon, Pennacchietti (76' Ardeni), Affuso, Boscolo, Manfredini , Fimognari, Lomi, Antonioli , Cancellato , Salamone (55' Venturi), Visentin (65' Ginestra). All. De Biasi
Gualdo: Savorani, Merenda, De Angelis , Bellotti, Polizzano, Cingolani (61' Battisti ), Tedoldi  (82' Lacchi ), Orocini, Pellegrini (69' Ricci), Magnani, Costantino. All. Nicolini